# Верпијана (Маса-Карара)
Верпијана је насеље у Италији у округу Маса-Карара, региону Тоскана.
Према процени из 2011. у насељу је живело 84 становника. Насеље се налази на надморској висини од 132 м.